# Ranapur
Ranapur é uma cidade e uma nagar panchayat no distrito de Jhabua, no estado indiano de Madhya Pradesh.

## Geografia
Ranapur está localizada a 22° 39′ N, 74° 32′ L. Tem uma altitude média de 370 metros (1 213 pés).

## Demografia
Segundo o censo de 2001, Ranapur tinha uma população de 10 617 habitantes. Os indivíduos do sexo masculino constituem 52% da população e os do sexo feminino 48%. Ranapur tem uma taxa de literacia de 62%, superior à média nacional de 59,5%: a literacia no sexo masculino é de 71% e no sexo feminino é de 53%. Em Ranapur, 16% da população está abaixo dos 6 anos de idade.